# Пестерьєв Сергій Петрович
Сергій Петрович Пестерьєв (Sergey Petrovich Pesteryev) (* 12 січня 1888, Харків, Україна — 2 травня 1942) — спортсмен часів Російської імперії українського походження. Учасник Літніх Олімпійських ігор 1912 в Стокгольмі.
В складі спортивної делегації Російської імперії брав участь в Олімпійських іграх 1912 року. Змагався в турнірі з велоспорту. Індивідуальна та командна гонка.